# Spring Hill College

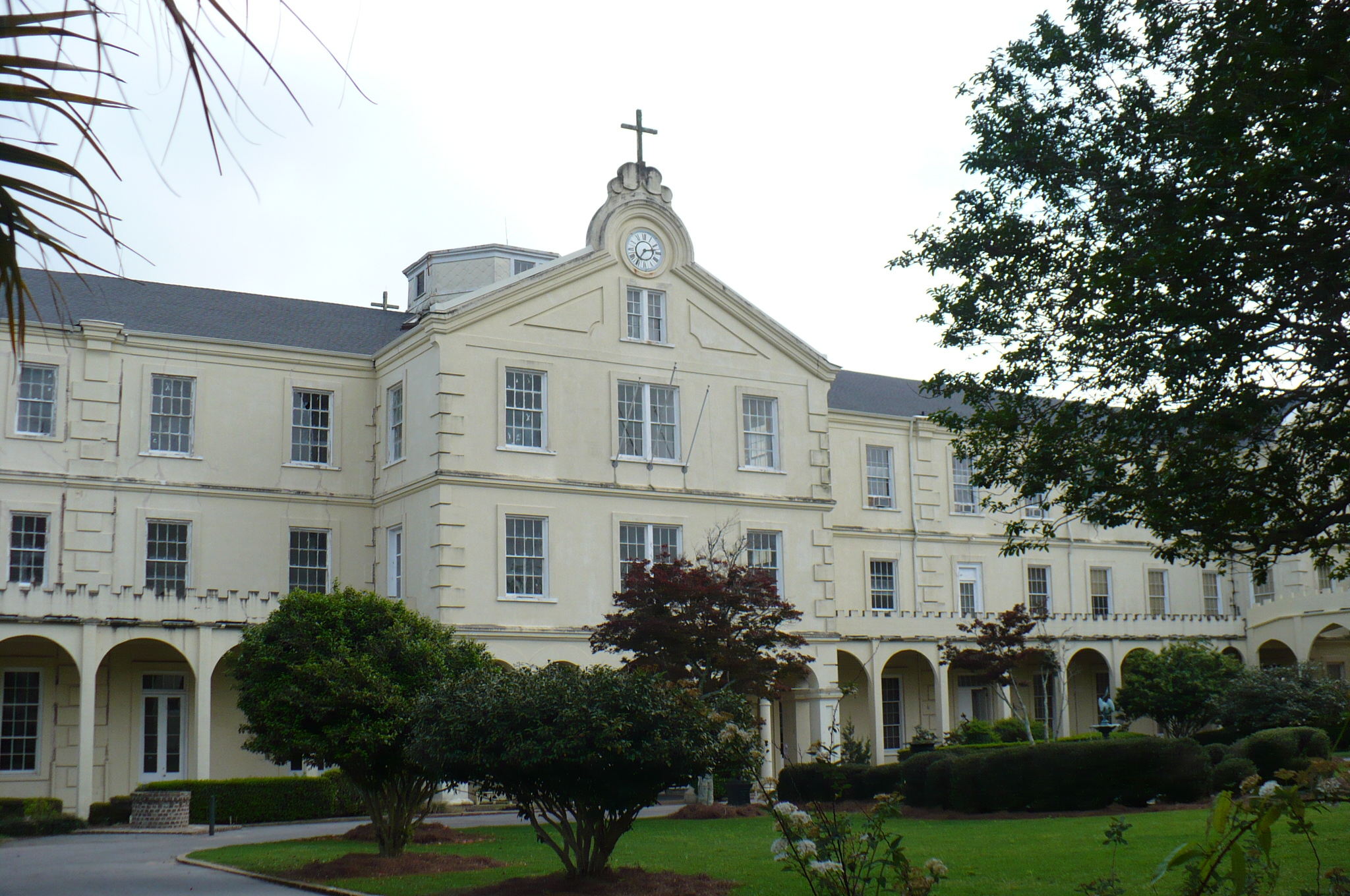
Verwaltungsgebäude des Spring Hill College, um 1869 erbaut

Das Spring Hill College (lateinisch: Collegium Fons Collis) ist eine jesuitische Hochschule in
Mobile, Alabama, USA. Die Hochschule ist hervorgegangen aus dem von dem ersten (französischen) Bischof der Diözese Mobile, Michael Portier, 1830 gegründeten Seminar. Die Hochschule ist Mitglied der Association of Jesuit Colleges and Universities.